# Nekrolog 4. Quartal 1925
Nekrolog
◄◄
| ◄
| 1921
| 1922
| 1923
| 1924
| 1925 | 1926 | 1927 | 1928 | 1929 | ► | ►►
1. Quartal |
2. Quartal |
3. Quartal |
4. Quartal 1925
Weitere Ereignisse | Allgemeiner Nekrolog 1925
Die Beschreibung der verstorbenen Person sollte so kurz wie möglich gehalten sein und nur deren signifikante Tätigkeit(en) enthalten.
Neue Namen ggf. auch unter dem Geburts- und Sterbedatum, also etwa unter 1. Januar und im Geburts- und Sterbejahr (2024) eintragen (nur bei entsprechender großer Wichtigkeit). Für Beispiele siehe die schon vorhandenen Artikel.
Außerdem über die fünf zuletzt Verstorbenen, zu denen es einen ausreichend guten Artikel für eine Präsentation auf der Hauptseite gibt, nach der todesbedingten Überarbeitung der Artikel ggf. auch unter Wikipedia Diskussion:Hauptseite informieren und sie am besten auch in den anderen Wikipedia-Sprachversionen eintragen. Tipp: Regelmäßig bei news.google.de nach „ist tot“, „gestorben“ oder „verstorben“ suchen.
Wenn eine Person gestorben ist, gibt es viele Seiten zu dieser Person in der Wikipedia, die davon auch betroffen sind und entsprechend aktualisiert werden müssen. Beispiele: Namenübersichtsseite, Geburtsjahr, Geburtsort-Seiten und viele mehr.
Wie finde ich die betroffenen Seiten?
Im Suchfeld auf der linken Seite gibt man den Suchbegriff so ein: „Vorname Nachname“. Dann klickt man auf Volltext und alle Seiten mit entsprechendem Suchtext werden aufgerufen. Hier sieht man dann schnell, wo auch das Todesjahr Sinn macht oder sogar ein Teil des Artikels angepasst werden muss. Auch hilft das „Werkzeug“ auf der linken Seite sehr gut, um solche Seiten aufzufinden: „Links auf diese Seite“. Somit ist die Wikipedia wieder aktuell in allen Bereichen! Hinweis: bei Eintragung der Kategorie „Gestorben JAHR“ wird der Missbrauchsfilter 49 ausgelöst, was jedoch nicht schlimm ist. Siehe: Spezial:Missbrauchsfilter/49
Dies ist eine Liste von im vierten Quartal 1925 verstorbenen bekannten Persönlichkeiten. Die Einträge erfolgen innerhalb der einzelnen Daten alphabetisch sortiert. Tiere sind im Nekrolog für Tiere zu finden.

## Oktober
| Tag         | Name                          | Beruf, bekannt als                                                                                     | Alter | Beleg |
| ----------- | ----------------------------- | --- | ----- | ----- |
| 1. Oktober  | Gustav Herbig                 | deutscher Sprachwissenschaftler                                                                        | 57    |       |
| 1. Oktober  | Howard Taylor                 | britischer Segler                                                                                      | 64    |       |
| 2. Oktober  | Ewald Wanjeck                 | deutscher Jurist und Reichsgerichtsrat                                                                 | 79    |       |
| 3. Oktober  | Henry Phineas Riall Sankey    | irischer Ingenieur                                                                                     | 71    |       |
| 3. Oktober  | Gustav Schraegle              | deutscher Maler                                                                                        | 58    |       |
| 4. Oktober  | Eugen von Schkopp             | preußischer Generalmajor                                                                               | 85    |       |
| 5. Oktober  | Josef Derbl                   | österreichischer Politiker (SDAP), Landtagsabgeordneter                                                | 50    |       |
| 5. Oktober  | Theodor Fuchs                 | österreichischer Geologe, Paläontologe und Museumskustos                                               | 83    |       |
| 5. Oktober  | Fritz Gareis                  | österreichischer Karikaturist, Illustrator und Maler                                                   | 52    |       |
| 5. Oktober  | Anna Schäffer                 | deutsche Mystikerin und katholische Heilige                                                            | 43    |       |
| 5. Oktober  | Jakob Sokopp                  | österreichischer Gewerkschafter                                                                        | 70    |       |
| 5. Oktober  | Heinrich Thiel                | deutscher Kaufmann, Fabrikant und Mitglied der Lübecker Bürgerschaft                                   | 70    |       |
| 5. Oktober  | Ladislaus Zaleski             | litauischer Geistlicher, Erzbischof, Lateinischer Patriarch von Antiochien                             | 73    |       |
| 6. Oktober  | Israel Abrahams               | britischer Judaist                                                                                     | 66    |       |
| 7. Oktober  | Eduard Blumer                 | Schweizer Politiker                                                                                    | 77    |       |
| 7. Oktober  | Paul de Choudens              | französischer Musikverleger und Librettist                                                             | 75    |       |
| 7. Oktober  | René Hanriot                  | französischer Autorennfahrer und Flugpionier                                                           | 58    |       |
| 7. Oktober  | Felix Liebermann              | deutscher Historiker                                                                                   | 74    |       |
| 7. Oktober  | Christy Mathewson             | US-amerikanischer Baseballspieler                                                                      | 45    |       |
| 7. Oktober  | Andreas Moser                 | deutscher Musikpädagoge und -wissenschaftler                                                           | 65    |       |
| 7. Oktober  | Paul Müller                   | deutscher Matrose, Journalist und Gewerkschaftsfunktionär                                              | 50    |       |
| 7. Oktober  | Tito Roccatagliata            | argentinischer Tangogeiger und -komponist                                                              | 34    |       |
| 7. Oktober  | Ivan Šusteršič                | slowenischer Rechtsanwalt und katholisch-nationaler Politiker                                          | 62    |       |
| 7. Oktober  | Julius Wengert                | deutscher Komponist und Liederdichter                                                                  | 53    |       |
| 8. Oktober  | Otto Holtz                    | deutscher Rittergutsbesitzer und Politiker, MdR                                                        | 80    |       |
| 8. Oktober  | Vincenzo Peruggia             | italienischer Kunstdieb                                                                                | 44    |       |
| 8. Oktober  | Josef Sapl                    | österreichischer Orgelbauer                                                                            | 63    |       |
| 9. Oktober  | Wilhelm Friedrich             | deutscher Verleger                                                                                     | 73    |       |
| 9. Oktober  | Abraham van Karnebeek         | niederländischer Diplomat und Politiker                                                                | 89    |       |
| 9. Oktober  | Robert B. Macon               | US-amerikanischer Politiker                                                                            | 66    |       |
| 9. Oktober  | Hugo Preuß                    | deutscher Rechtswissenschaftler, Vater der Weimarer Verfassung                                         | 64    |       |
| 10. Oktober | James Buchanan Duke           | US-amerikanischer Industrieller und Gründer des Tabakkonzerns American Tobacco                         | 68    |       |
| 11. Oktober | Paul Dombek                   | Redakteur und Politiker, MdR, Bürgermeister                                                            | 60    |       |
| 11. Oktober | Mikael Lybeck                 | finnlandschwedischer Schriftsteller                                                                    | 61    |       |
| 11. Oktober | Frank B. McClain              | US-amerikanischer Politiker                                                                            | 61    |       |
| 12. Oktober | Siegmund Breitbart            | Ringer und Artist                                                                                      | 32    |       |
| 12. Oktober | Siegmund Seligmann            | deutscher Kaufmann und Unternehmer                                                                     | 72    |       |
| 13. Oktober | André Michel                  | französischer Kunsthistoriker                                                                          | 71    |       |
| 14. Oktober | Samuel Ralston                | US-amerikanischer Politiker, Gouverneur von Indiana                                                    | 67    |       |
| 14. Oktober | Eugen Sandow                  | deutscher Kraftsportler und Begründer des Bodybuildings                                                | 58    |       |
| 14. Oktober | Walter Schuricht              | deutscher Ingenieur und Automobilfabrikant                                                             | 47    |       |
| 14. Oktober | Karl Zsigmondy                | österreichischer Mathematiker und Hochschullehrer                                                      | 58    |       |
| 15. Oktober | Max Grohmann                  | deutscher Schuldirektor und Sachbuchautor                                                              | 63    |       |
| 15. Oktober | Friedrich von Grote           | deutscher Springreiter                                                                                 | 40    |       |
| 15. Oktober | Paul Haase                    | deutscher Maler, Zeichner und Karikaturist                                                             | 52    |       |
| 15. Oktober | Isaac R. Sherwood             | US-amerikanischer Politiker                                                                            | 90    |       |
| 15. Oktober | Karl Stupp                    | deutscher Landwirt und Politiker (Zentrum), MdR                                                        | 84    |       |
| 16. Oktober | James Sykes Gamble            | englischer Botaniker                                                                                   | 78    |       |
| 16. Oktober | Augustus Edward Jessup        | US-amerikanischer Privatier und Kunstsammler                                                           | 64    |       |
| 16. Oktober | Max Krehan                    | deutscher Keramiker                                                                                    | 50    |       |
| 16. Oktober | Christian Krohg               | norwegischer Genremaler, Autor und Journalist                                                          | 73    |       |
| 16. Oktober | Edward Stevens Sheldon        | US-amerikanischer Romanist, Französist, Italianist, Germanist, Mediävist und Etymologe                 | 73    |       |
| 17. Oktober | Christian Grünig              | Schweizer Landwirt, Pietist und Anhänger der Heiligungsbewegung                                        | 67    |       |
| 17. Oktober | Hermann Heyer                 | Senatspräsident beim Reichsgericht                                                                     | 64    |       |
| 17. Oktober | Julius Heyman                 | deutscher Bankier und Kunstsammler                                                                     | 61    |       |
| 17. Oktober | Otto Walter                   | deutscher Jurist und Schriftsteller                                                                    | 53    |       |
| 20. Oktober | John Frederick Rowbotham      | englischer Geistlicher, Musikhistoriker und Komponist                                                  | 71    |       |
| 21. Oktober | Heinrich von Angeli           | österreichischer Maler                                                                                 | 85    |       |
| 21. Oktober | Georg Dieck                   | deutscher Botaniker                                                                                    | 78    |       |
| 21. Oktober | Julius van de Sande Bakhuyzen | niederländischer Landschaftsmaler, Radierer und Aquarellist                                            | 90    |       |
| 21. Oktober | Gustav Adolf Thamm            | deutscher Landschaftsmaler                                                                             | 66    |       |
| 22. Oktober | Konrad Dollinger              | deutscher Architekt und Hochschullehrer                                                                | 85    |       |
| 22. Oktober | Julius Herzka                 | österreichischer Schauspieler, Theaterleiter, Theater- und Stummfilmregisseur                          | 66    |       |
| 22. Oktober | Wilhelm Smiths                | deutscher Ehrenamtmann und Politiker (NLP)                                                             | 78    |       |
| 23. Oktober | Alfred Bonzon                 | Schweizer Politiker                                                                                    | 52    |       |
| 23. Oktober | Alphonse Merrheim             | französischer Kupferschmied und Funktionär in der Gewerkschaft Confédération générale du travail (CGT) | 54    |       |
| 23. Oktober | Leonhard Voigt                | deutscher Arzt                                                                                         | 90    |       |
| 24. Oktober | Jindřich Šimon Baar           | tschechischer Priester und Schriftsteller                                                              | 56    |       |
| 25. Oktober | Elise Bartels                 | deutsche Politikerin (SPD), MdR                                                                        | 45    |       |
| 25. Oktober | Demetrios I. Kadi             | syrischer Geistlicher, Patriarch von Antiochien                                                        | 64    |       |
| 25. Oktober | Martin Haller                 | deutscher Architekt, MdHB                                                                              | 89    |       |
| 25. Oktober | Adolf Wild von Hohenborn      | preußischer General der Infanterie sowie Kriegsminister                                                | 65    |       |
| 25. Oktober | Hermann Ritter                | deutscher Schriftsteller                                                                               | 61    |       |
| 26. Oktober | Robert John Fleming           | 27. Bürgermeister von Toronto                                                                          | 70    |       |
| 26. Oktober | John Robertson Henderson      | britischer Zoologe, Numismatiker und Hochschullehrer                                                   | 62    |       |
| 26. Oktober | Rudolf Paulik                 | österreichischer Politiker (DnP), Abgeordneter zum Nationalrat                                         | 62    |       |
| 26. Oktober | Willem van Vloten             | niederländischer Hütteningenieur                                                                       | 70    |       |
| 27. Oktober | Wilhelm zu Dohna-Schlodien    | deutscher Großgrundbesitzer und Politiker in Schlesien                                                 | 84    |       |
| 27. Oktober | Wilhelm Gericke               | österreichischer Dirigent und Komponist                                                                | 80    |       |
| 27. Oktober | Hans von Mangoldt             | deutscher Mathematiker                                                                                 | 71    |       |
| 27. Oktober | Wilhelm von Seeler            | deutschbaltischer Jurist und Professor                                                                 | 64    |       |
| 28. Oktober | Wilhelm Heinroth              | deutscher Richter, MdHH                                                                                | 83    |       |
| 28. Oktober | Françoise d’Orléans           | Mitglied des Hauses Orléans                                                                            | 81    |       |
| 28. Oktober | Hans Tichy                    | österreichischer Maler                                                                                 | 64    |       |
| 29. Oktober | Alfred Müller                 | deutscher Generalleutnant der Reichswehr                                                               | 59    |       |
| 29. Oktober | Otto Rehnig                   | deutscher Architekt                                                                                    | 61    |       |
| 30. Oktober | William F. Aldrich            | US-amerikanischer Geschäftsmann und Politiker                                                          | 72    |       |
| 30. Oktober | Albert Müller                 | deutscher Bankier, Kommunalpolitiker, Geheimer Kommerzienrat                                           | 78    |       |
| 30. Oktober | Gusztáv Tőry                  | ungarischer Jurist, Politiker und Justizminister                                                       | 68    |       |
| 31. Oktober | Michail Wassiljewitsch Frunse | sowjetischer General während des russischen Bürgerkrieges                                              | 40    |       |
| 31. Oktober | José Ingenieros               | argentinischer Philosoph, Mediziner und Schriftsteller                                                 | 48    |       |
| 31. Oktober | Hermann Kuhnt                 | deutscher Augenarzt und Wissenschaftler                                                                | 75    |       |
| 31. Oktober | Max Linder                    | französischer Filmschauspieler und Pionier der Filmkomödie                                             | 41    |       |
| 31. Oktober | George Adams Post             | US-amerikanischer Politiker                                                                            | 71    |       |

## November
| Tag          | Name                                             | Beruf, bekannt als                                                                        | Alter | Beleg |
| ------------ | ------------------------------------------------ | ----------------------------------------------------------------------------------------- | ----- | ----- |
| 1. November  | Paul Falkenberg                                  | deutscher Botaniker                                                                       | 77    |       |
| 1. November  | Alexander Francke                                | deutsch-schweizerischer Buchhändler und Verleger                                          | 72    |       |
| 2. November  | Carlo Compans de Brichanteau                     | italienischer Militär, Politiker und Sportfunktionär                                      | 80    |       |
| 2. November  | Antoon Derkinderen                               | niederländischer Genre- und Porträtmaler sowie Illustrator und Kunstpädagoge              | 65    |       |
| 2. November  | Johanne Kippenberg                               | deutsche Lehrerin und Schulleiterin                                                       | 83    |       |
| 2. November  | James Alexander Lougheed                         | kanadischer Politiker                                                                     | 71    |       |
| 2. November  | Anton Marussig                                   | österreichischer Landschafts-, Porträt-, Figuren- und Genremaler                          | 56    |       |
| 2. November  | Heinrich von Oppen                               | deutscher Verwaltungsbeamter, Rittergutsbesitzer und Parlamentarier                       | 56    |       |
| 3. November  | Wilhelm Rubiner                                  | Schriftsteller                                                                            | 74    |       |
| 3. November  | Georg Wieninger                                  | österreichischer Bierbrauer, Politiker und Agrarwissenschaftler                           | 66    |       |
| 4. November  | Josef Beikircher                                 | italienischer Industrieller (Südtirol)                                                    | 75    |       |
| 4. November  | Patrick Hannan                                   | Goldsucher in Western Australia                                                           |       |       |
| 4. November  | William Henry Rycroft                            | britischer Offizier und Kolonialgouverneur in Nord-Borneo                                 | 64    |       |
| 5. November  | Edward Burnett                                   | US-amerikanischer Politiker                                                               | 76    |       |
| 5. November  | Eugen Jaromir Franz Czernin von und zu Chudenitz | österreichischer Politiker                                                                | 74    |       |
| 5. November  | Anton Elter                                      | deutscher klassischer Philologe                                                           | 67    |       |
| 5. November  | John Newport Langley                             | britischer Physiologe                                                                     | 73    |       |
| 5. November  | Sidney Reilly                                    | britischer Spion                                                                          |       |       |
| 6. November  | Georg Bauer                                      | Päpstlicher Prälat, Generalvikar und Domherr der Cenader Diözese                          | 82    |       |
| 6. November  | Karl Baumgartner                                 | österreichischer Schauspieler und Theaterregisseur                                        | 75    |       |
| 6. November  | Friedrich Hashagen                               | deutscher lutherischer Theologe und Hochschullehrer                                       | 84    |       |
| 6. November  | Eglantyne Louisa Jebb                            | anglo-irische Sozialreformerin                                                            |       |       |
| 6. November  | Georg Kellermann                                 | deutscher Gewerkschaftsfunktionär                                                         | 72    |       |
| 6. November  | Khải Định                                        | vietnamesischer Kaiser, zwölfter Kaiser der Nguyễn-Dynastie                               | 40    |       |
| 6. November  | Günther von Kirchbach                            | preußischer Offizier, zuletzt Generaloberst im Ersten Weltkrieg                           | 75    |       |
| 7. November  | August Brömse                                    | deutsch-böhmischer Radierer und Maler                                                     | 52    |       |
| 7. November  | William J. Burke                                 | US-amerikanischer Politiker                                                               | 63    |       |
| 7. November  | Jaques Joachim                                   | österreichischer Redakteur                                                                | 58    |       |
| 7. November  | Henri Roorda                                     | Schweizer Lehrer und Anarchist                                                            | 54    |       |
| 7. November  | Roderich Straub                                  | badischer Beamter                                                                         | 78    |       |
| 8. November  | Herman Greulich                                  | Schweizer Politiker (SP)                                                                  | 83    |       |
| 8. November  | Reinhard von Scheffer-Boyadel                    | preußischer General der Infanterie                                                        | 74    |       |
| 9. November  | Liborius Hausner von Hauswehr                    | österreichischer Feldmarschallleutnant                                                    | 91    |       |
| 9. November  | Maximilian Sladek                                | deutscher Bühnenschauspieler, -Regisseur und Theaterleiter                                | 50    |       |
| 10. November | Richard Mucke                                    | deutscher Geograph und Ethologe                                                           | 79    |       |
| 10. November | Franz Weißebach                                  | deutscher Privatier und Mäzen                                                             | 65    |       |
| 10. November | Charles Frederick Wright                         | US-amerikanischer Politiker                                                               | 69    |       |
| 11. November | Hermann Fehling                                  | deutscher Gynäkologe, Geburtshelfer und Hochschullehrer                                   | 78    |       |
| 11. November | Martin Kirchner                                  | deutscher Hygienearzt, Militärarzt und Leiter des preußischen Gesundheitswesens           | 71    |       |
| 12. November | Élémir Bourges                                   | französischer Autor                                                                       | 73    |       |
| 12. November | Gabriel Lämmle                                   | deutscher Bildhauer                                                                       | 74    |       |
| 12. November | Donald MacKenzie                                 | kanadischer Ruderer                                                                       | 50    |       |
| 12. November | Roman Statkowski                                 | polnischer Komponist und Musikpädagoge                                                    | 65    |       |
| 12. November | Tominaga Tarō                                    | japanischer Schriftsteller                                                                | 24    |       |
| 12. November | Robert Wrenn                                     | US-amerikanischer Tennisspieler                                                           | 52    |       |
| 13. November | Émile Decauville                                 | Ingenieur, Erfinder und Bürgermeister                                                     | 69    |       |
| 13. November | Fritz Hallgarten                                 | deutscher Chemiker                                                                        | 60    |       |
| 13. November | George A. Loud                                   | US-amerikanischer Politiker                                                               | 73    |       |
| 13. November | Fritz Reiner                                     | österreichischer Politiker (CSP), Abgeordneter zum Nationalrat                            | 45    |       |
| 14. November | Moritz Grünweller                                | deutscher Polizeidirektor                                                                 | 60    |       |
| 15. November | Franz Laufkötter                                 | deutscher Politiker (SPD), MdR                                                            | 68    |       |
| 15. November | Rudolf Schlechter                                | deutscher Botaniker                                                                       | 53    |       |
| 16. November | Carl Johann Becker-Gundahl                       | deutscher Maler und Hochschullehrer                                                       | 69    |       |
| 16. November | Gerhard Hessenberg                               | deutscher Mathematiker                                                                    | 51    |       |
| 16. November | Joseph Maiden                                    | australischer Botaniker                                                                   | 66    |       |
| 17. November | Fritz Angerstein                                 | deutscher Massenmörder                                                                    | 34    |       |
| 17. November | Richard von Below                                | deutscher Maler und Illustrator                                                           | 46    |       |
| 17. November | Max Blondat                                      | französischer Bildhauer des Jugendstils und des Art déco                                  | 53    |       |
| 17. November | Johan August Brinell                             | schwedischer Ingenieur                                                                    | 75    |       |
| 17. November | Marie Glümer                                     | österreichische Theaterschauspielerin                                                     | 58    |       |
| 17. November | Christian Heidecke                               | deutscher Architekt                                                                       | 88    |       |
| 17. November | Hinrich Magens                                   | deutscher Bauingenieur und Unternehmer                                                    | 68    |       |
| 17. November | Guy Rose                                         | US-amerikanischer Maler des Impressionismus                                               | 58    |       |
| 17. November | Sekgoma II.                                      | Herrscher der Bamangwato                                                                  |       |       |
| 18. November | Max Böhme                                        | deutscher Architekt und Baubeamter                                                        | 55    |       |
| 18. November | Carolina Michaëlis de Vasconcelos                | Romanistin und ordentliche Professorin, erste Professorin Portugals                       | 74    |       |
| 18. November | Maximilian Oberst                                | deutscher Chirurg und Hochschullehrer                                                     | 76    |       |
| 18. November | William C. Owens                                 | US-amerikanischer Politiker                                                               | 76    |       |
| 19. November | Henri Fayol                                      | französischer Bergbauingenieur und Begründer einer Managementlehre                        | 84    |       |
| 19. November | Alois Geistbeck                                  | deutscher Lehrer, Geograph und Schulbuchautor                                             | 72    |       |
| 19. November | Cornelius Hamecher                               | deutscher Postbeamter und Politiker (Zentrum), MdR                                        | 53    |       |
| 19. November | Eduard Lippert                                   | deutscher Kaufmann, Finanzier und Politiker, MdHB                                         | 81    |       |
| 19. November | Oskar von Parish                                 | österreichisch-ungarischer Adeliger, Großgrundbesitzer und Politiker                      | 61    |       |
| 20. November | Alexandra von Dänemark                           | Prinzessin von Dänemark und durch Heirat Königin von Großbritannien und Irland            | 80    |       |
| 20. November | Julius Marshuetz Mayer                           | US-amerikanischer Jurist und Politiker                                                    | 60    |       |
| 20. November | Hugo Münzner                                     | deutscher Ingenieur und Fabrikant                                                         | 85    |       |
| 20. November | Frank Park                                       | US-amerikanischer Politiker                                                               | 61    |       |
| 20. November | Georg Puppe                                      | deutscher Rechts- und Sozialmediziner                                                     | 58    |       |
| 20. November | Patrick William Stuart-Menteath                  | britischer Geologe                                                                        | 80    |       |
| 20. November | Hermann Weyl                                     | deutscher Arzt und Politiker                                                              | 59    |       |
| 20. November | Stefan Żeromski                                  | polnischer Schriftsteller                                                                 | 61    |       |
| 20. November | Wilhelm von Zitzewitz                            | deutscher Adliger, Gutsbesitzer und preußischer Politiker                                 | 86    |       |
| 21. November | Oskar Iden-Zeller                                | deutscher Ethnologe                                                                       |       |       |
| 21. November | Eugen Sierke                                     | Kulturhistoriker und Zeitungsredakteur                                                    | 80    |       |
| 21. November | Emmy Stradal                                     | österreichische Politikerin (Großdeutsche Volkspartei), Abgeordnete zum Nationalrat       | 48    |       |
| 22. November | John Esslemont                                   | britischer Autor                                                                          | 51    |       |
| 22. November | Albert Zimmermann                                | deutscher Klassischer Philologe und Gymnasialdirektor                                     | 71    |       |
| 23. November | Gustav Fleischhauer                              | deutscher Ingenieur und Industrieller                                                     | 66    |       |
| 23. November | Gustav Zschierlich                               | deutscher Unternehmer und konservativer Politiker, MdL (Königreich Sachsen)               | 88    |       |
| 24. November | Rudolf Otto Caesar                               | Geheimer Oberbaurat, Eisenbahnbaufachmann und Mitglied der königlichen Eisenbahndirektion | 85    |       |
| 24. November | Francesco D’Ovidio                               | italienischer Romanist                                                                    | 75    |       |
| 24. November | Supayalat                                        | letzte Königin der Konbaung-Dynastie in Birma                                             | 65    |       |
| 25. November | Amos Burn                                        | englischer Schachmeister                                                                  | 76    |       |
| 25. November | William Cail                                     | englischer Rugbypionier                                                                   | 76    |       |
| 25. November | Erwin Steinitzer                                 | deutsch-österreichischer Ökonom und Journalist                                            | 41    |       |
| 25. November | Vajiravudh                                       | König von Siam (1910–1925)                                                                | 45    |       |
| 26. November | Johannes Haarklou                                | norwegischer Komponist                                                                    | 78    |       |
| 26. November | Eduard Nawiasky                                  | österreichischer Opernsänger (Bariton)                                                    | 71    |       |
| 26. November | Gottlieb Schumacher                              | deutsch-amerikanischer Bauingenieur, Architekt und Amateurarchäologe in Haifa             | 68    |       |
| 27. November | William Benjamin Craig                           | US-amerikanischer Rechtsanwalt und Politiker                                              | 48    |       |
| 27. November | Magnus Enckell                                   | finnischer Maler                                                                          | 55    |       |
| 27. November | Roger de La Fresnaye                             | französischer Maler des Kubismus                                                          | 40    |       |
| 27. November | Karl Schwering                                   | deutscher Mathematiker, Pädagoge und Schulleiter                                          | 79    |       |
| 27. November | Béla Török                                       | ungarischer HNO-Arzt                                                                      | 54    |       |
| 28. November | Adolf Berdel                                     | deutscher Jurist, Mitglied der Bayerischen Abgeordnetenkammer (1905–1911)                 | 65    |       |
| 28. November | Denver S. Dickerson                              | US-amerikanischer Politiker                                                               | 53    |       |
| 28. November | Alfred Pérot                                     | französischer Physiker                                                                    | 62    |       |
| 29. November | Alfred Rohm von Hermannstädten                   | österreichisch-ungarischer General und stellvertretender Kriegsminister                   | 67    |       |

## Dezember
| Tag          | Name                                  | Beruf, bekannt als                                                                                              | Alter | Beleg |
| ------------ | ------------------------------------- | --- | ----- | ----- |
| 1. Dezember  | Wilhelm Beck                          | ungarischer Opernsänger (Bass)                                                                                  | 56    |       |
| 2. Dezember  | Juli Garreta i Arboix                 | katalanischer Komponist                                                                                         | 50    |       |
| 2. Dezember  | Vitus Staudacher                      | deutscher Violinist und Landschaftsmaler                                                                        | 75    |       |
| 3. Dezember  | Carroll Smalley Page                  | US-amerikanischer Politiker                                                                                     | 82    |       |
| 3. Dezember  | Giacomo Setaccioli                    | italienischer Komponist                                                                                         | 56    |       |
| 3. Dezember  | Ludwig Zimmerle                       | Senatspräsident beim Reichsgericht                                                                              | 58    |       |
| 4. Dezember  | Wassyl Ellan-Blakytnyj                | ukrainischer Revolutionär, Journalist und Schriftsteller                                                        | 31    |       |
| 4. Dezember  | Nikola Nardelli                       | österreichischer Beamter und Statthalter im Königreich Dalmatien                                                | 68    |       |
| 4. Dezember  | John Stephen Vaughan                  | britischer Geistlicher, römisch-katholischer Weihbischof in Salford                                             | 72    |       |
| 5. Dezember  | Wilhelmina Drucker                    | niederländische Feministin                                                                                      | 78    |       |
| 5. Dezember  | Ernst Justus Haeberlin                | deutscher Numismatiker und Rechtsanwalt                                                                         | 78    |       |
| 5. Dezember  | Władysław Reymont                     | polnischer Schriftsteller und Nobelpreisträger                                                                  | 58    |       |
| 5. Dezember  | Karl Joseph von Urach                 | Fürst von Urach, Graf von Württemberg                                                                           | 60    |       |
| 6. Dezember  | Theodor von Möller                    | deutscher Unternehmer, Politiker und preußischer Handelsminister, MdR                                           | 85    |       |
| 6. Dezember  | Karl Schoy                            | deutscher Mathematiker                                                                                          | 48    |       |
| 7. Dezember  | George M. Bowers                      | US-amerikanischer Politiker                                                                                     | 62    |       |
| 7. Dezember  | Paul Guder                            | deutscher Arzt                                                                                                  | 70    |       |
| 7. Dezember  | Georg Klingenberg                     | deutscher Ingenieur                                                                                             | 55    |       |
| 7. Dezember  | Matthias Konrath                      | österreichisch-deutscher Anglist                                                                                | 82    |       |
| 8. Dezember  | Carl Wilhelm Drescher                 | österreichischer Kapellmeister und Komponist                                                                    | 74    |       |
| 8. Dezember  | Edmond van Eetvelde                   | belgischer Diplomat und Kolonialadministrator                                                                   |       |       |
| 8. Dezember  | Otto Engau                            | deutscher Ingenieur, Gastwirt und der künstlerische Erschaffer des Bismarck-Ehrengartens im heutigen Dresdne... | 77    |       |
| 9. Dezember  | André Beaunier                        | französischer Autor, Literaturkritiker und Homme de lettres                                                     | 56    |       |
| 9. Dezember  | Eugène Gigout                         | französischer Organist und Komponist                                                                            | 81    |       |
| 9. Dezember  | Pablo Iglesias Posse                  | Gründer der spanischen Sozialistischen Partei (PSOE)                                                            | 75    |       |
| 9. Dezember  | Herman Schalow                        | deutscher Zoologe                                                                                               | 73    |       |
| 10. Dezember | Paul de Wit                           | deutscher Verleger und Musikinstrumentensammler                                                                 | 73    |       |
| 11. Dezember | Giuseppe Azzini                       | italienischer Radrennfahrer                                                                                     | 34    |       |
| 11. Dezember | Carl Adalbert Förster                 | deutscher Textilfabrikant und Politiker, MdR                                                                    | 72    |       |
| 11. Dezember | Jan Fryderyk Heurich                  | polnischer Architekt und Minister                                                                               | 52    |       |
| 11. Dezember | Julian Michaux                        | russischer Fechter                                                                                              | 58    |       |
| 11. Dezember | Bruno Seitler                         | deutscher Architekt                                                                                             | 74    |       |
| 12. Dezember | Max Albrecht                          | Hamburger Industrieller und Politiker, MdHB                                                                     | 74    |       |
| 12. Dezember | Gustav Ebner                          | evangelischer Theologe und Prediger                                                                             | 79    |       |
| 12. Dezember | Carl Engelhorn                        | deutscher Verleger                                                                                              | 76    |       |
| 13. Dezember | Caroline von Gomperz-Bettelheim       | österreichische Pianistin und Kammersängerin                                                                    | 80    |       |
| 13. Dezember | Karl von Hassell                      | deutscher Jurist, Senatspräsident am Reichsgericht                                                              | 84    |       |
| 13. Dezember | Antonio Maura Montaner                | spanischer Politiker und Ministerpräsident                                                                      | 72    |       |
| 14. Dezember | Johann Philipp Glock                  | Erforscher des Kraichgaus                                                                                       | 76    |       |
| 14. Dezember | André Hekking                         | französischer Cellist                                                                                           | 59    |       |
| 14. Dezember | Frederick C. Hicks                    | US-amerikanischer Politiker                                                                                     | 53    |       |
| 14. Dezember | Friedrich Karl Ströher                | deutscher Maler, Grafiker und Bildhauer                                                                         | 49    |       |
| 15. Dezember | Heorhij Afanasjew                     | ukrainischer Historiker, Journalist und Politiker                                                               | 77    |       |
| 15. Dezember | Angelo Graf von Courten               | deutscher Maler Schweizer Abstammung                                                                            | 77    |       |
| 15. Dezember | Labotsibeni Mdluli                    | Königinmutter und Regentin von Swasiland                                                                        |       |       |
| 15. Dezember | Peter A. Porter                       | US-amerikanischer Politiker                                                                                     | 72    |       |
| 15. Dezember | Battling Siki                         | französischer Boxer und der erste Boxweltmeister                                                                | 28    |       |
| 16. Dezember | William Barnes                        | kanadischer Sportschütze                                                                                        | 49    |       |
| 16. Dezember | Fedor Berg                            | deutscher Unternehmer                                                                                           |       |       |
| 16. Dezember | Otto Kaiser                           | deutscher Rabbiner und jüdischer Religionslehrer                                                                | 45    |       |
| 16. Dezember | Maurice Lecoq                         | französischer Sportschütze                                                                                      | 71    |       |
| 16. Dezember | Andreas von Tuhr                      | russlanddeutscher Zivilrechtler und Hochschullehrer                                                             | 61    |       |
| 17. Dezember | Monkey Hornby                         | englischer Cricket- und Rugbyspieler                                                                            | 78    |       |
| 17. Dezember | Oskar Spiegelhalder                   | Uhrenfabrikant und Sammler, Heimatforscher                                                                      | 61    |       |
| 17. Dezember | Hans Dietrich von Zanthier            | preußischer Landrat und Politiker                                                                               | 69    |       |
| 18. Dezember | Hermann von Chappuis                  | deutscher Verwaltungsjurist                                                                                     | 70    |       |
| 18. Dezember | Karl Kantner                          | Hauptmann der Freiwilligen Feuerwehr von Ottakring und Kommandant der Freiwilligen Feuerwehr in Wien            | 75    |       |
| 18. Dezember | Ignaz Schwarz                         | österreichischer Antiquar und Historiker                                                                        | 58    |       |
| 18. Dezember | Emil Strecker                         | deutscher Kunstmaler                                                                                            | 84    |       |
| 18. Dezember | Rudolf von Valentini                  | preußischer Politiker, Chef des Geheimen Zivilkabinetts Kaiser Wilhelms II.                                     | 70    |       |
| 18. Dezember | Theodor Vogel                         | deutscher Theologe, Gymnasiallehrer und Schulreformer in Sachsen                                                | 87    |       |
| 19. Dezember | Elizabeth Phillips Hughes             | walisisch-britische Wissenschaftlerin, College-Leiterin und Förderin von Frauenbildung                          | 74    |       |
| 19. Dezember | Stéphen Liégeard                      | französischer Jurist, Politiker und Dichter                                                                     | 95    |       |
| 19. Dezember | Felix Mendel                          | deutscher Mediziner                                                                                             | 63    |       |
| 19. Dezember | Ignaz Rüsch                           | österreichischer Maschinenbauingenieur, Maschinenfabrikant und als Unternehmer                                  | 64    |       |
| 19. Dezember | José Ignacio Quintón                  | puerto-ricanischer Komponist und Pianist                                                                        | 44    |       |
| 19. Dezember | Franz Tuczek                          | deutscher Psychiater, Klinikdirektor und Hochschullehrer                                                        | 73    |       |
| 19. Dezember | Adolf von Westarp                     | preußischer Generalleutnant                                                                                     | 71    |       |
| 20. Dezember | Eugen Fraenkel                        | deutscher Pathologe und Bakteriologe                                                                            | 72    |       |
| 20. Dezember | Ottilie Hoffmann                      | deutsche Pädagogin und Sozialpolitikerin                                                                        | 90    |       |
| 20. Dezember | Hanina Karchevsky                     | russischer Komponist, Musikpädagoge und Dirigent                                                                |       |       |
| 20. Dezember | Edward S. Morse                       | US-amerikanischer Zoologe und Experte für japanische Keramik                                                    | 87    |       |
| 20. Dezember | Albert Chevallier Tayler              | englischer Maler des Spätimpressionismus                                                                        | 63    |       |
| 21. Dezember | Melli Beese                           | deutsche Pilotin, erste Frau, die in Deutschland die Pilotenprüfung ablegte                                     | 39    |       |
| 21. Dezember | Alexandre Desmarteaux                 | kanadischer Vaudeville-Schauspieler und Sänger                                                                  | 41    |       |
| 21. Dezember | Georg Kundert                         | österreichischer Schauspieler, Theaterregisseur und Filmregisseur                                               | 52    |       |
| 21. Dezember | Félix Jules Méline                    | französischer Politiker und Premierminister (1896–1898)                                                         | 87    |       |
| 22. Dezember | Gerhard Bunnemann                     | Oberbürgermeister und Ehrenbürger der Stadt Bielefeld                                                           | 83    |       |
| 22. Dezember | Ersilia Caetani-Lovatelli             | italienische Klassische Archäologin                                                                             | 85    |       |
| 22. Dezember | Ernst von Hessen-Philippsthal         | Landgraf von Hessen-Philippsthal                                                                                | 79    |       |
| 22. Dezember | Alice Heine                           | Fürstin von Monaco und Herzogin von Richelieu                                                                   | 67    |       |
| 22. Dezember | Frank Andrew Munsey                   | amerikanischer Zeitschriften- und Zeitungsverleger und Schriftsteller                                           | 71    |       |
| 22. Dezember | Mary Thurman                          | US-amerikanische Schauspielerin                                                                                 | 30    |       |
| 22. Dezember | Wilhelm Troeltsch                     | deutscher Unternehmer und Politiker (NLP), MdR                                                                  | 85    |       |
| 22. Dezember | Heinrich Umlauff                      | deutscher Kaufmann, Völkerschaubetreiber, Filmarchitekt, Kostümbildner, Requisiteur                             | 57    |       |
| 23. Dezember | Willem Marcus van Weede van Berencamp | niederländischer Politiker und Diplomat                                                                         | 77    |       |
| 24. Dezember | Hugo Schneider                        | deutscher Maler und Architekt                                                                                   | 84    |       |
| 24. Dezember | Francis W. Treadway                   | US-amerikanischer Politiker                                                                                     | 56    |       |
| 25. Dezember | Karl Abraham                          | deutscher Psychoanalytiker                                                                                      | 48    |       |
| 25. Dezember | Hasan al-Charrat                      | syrischer Freischärler                                                                                          |       |       |
| 25. Dezember | Maximilian von Fürstenberg            | deutscher Politiker, Landrat im Kreis Coesfeld und Mitglied des Provinziallandtags                              | 59    |       |
| 25. Dezember | George V. Wulff                       | russischer Kristallograph                                                                                       | 62    |       |
| 26. Dezember | Andre Gassner                         | österreichischer Industrieller                                                                                  | 78    |       |
| 26. Dezember | Jan Letzel                            | tschechischer Architekt                                                                                         | 45    |       |
| 26. Dezember | Viktor von Sprösser                   | württembergischer Offizier, Generalleutnant                                                                     | 72    |       |
| 26. Dezember | Georg Thieme                          | deutscher Verleger                                                                                              | 65    |       |
| 26. Dezember | Axel Törneman                         | schwedischer Maler und Grafiker                                                                                 | 45    |       |
| 27. Dezember | Oskar von Ekesparre                   | deutsch-baltischer Offizier, Eisenbahningenieur und Politiker                                                   | 86    |       |
| 27. Dezember | Victor Gardthausen                    | deutscher Althistoriker und Paläograph                                                                          | 82    |       |
| 27. Dezember | Emil Krüger                           | deutscher Bauingenieur, Kulturtechniker, Baubeamter und Hochschullehrer                                         | 70    |       |
| 27. Dezember | Anna Kuliscioff                       | russische Revolutionärin                                                                                        |       |       |
| 27. Dezember | Zygmunt Mineyko                       | polnisch-griechischer Ingenieur und Amateurarchäologe                                                           | 85    |       |
| 27. Dezember | Charles D. Parker                     | US-amerikanischer Politiker                                                                                     | 98    |       |
| 27. Dezember | Fernand Schuman                       | Landtagsabgeordneter                                                                                            | 80    |       |
| 28. Dezember | Louisa Aldrich-Blake                  | britische Chirurgin                                                                                             | 60    |       |
| 28. Dezember | Eduard Dörge                          | deutscher Schmied und Erfinder des Kipppfluges                                                                  | 84    |       |
| 28. Dezember | Julius Dürr                           | deutscher Altphilologe und Gymnasiallehrer                                                                      | 69    |       |
| 28. Dezember | Sergei Alexandrowitsch Jessenin       | russischer Dichter                                                                                              | 30    |       |
| 28. Dezember | Ludwig Keller                         | deutscher Maler der Düsseldorfer Schule                                                                         | 60    |       |
| 28. Dezember | August Klotz                          | deutscher Politiker, Oberbürgermeister von Düren                                                                | 68    |       |
| 28. Dezember | Camillo Morgan                        | österreichischer Jagdschriftsteller                                                                             | 65    |       |
| 29. Dezember | Bernhard Freudenberg                  | deutscher Architekt                                                                                             | 75    |       |
| 29. Dezember | Franz Haag                            | österreichischer Bildhauer                                                                                      | 60    |       |
| 29. Dezember | Otto Retowski                         | preußisch-russischer Entomologe und Numismatiker                                                                | 76    |       |
| 29. Dezember | Emil Woldemar Rosenberg               | deutschbaltischer Anatom                                                                                        | 83    |       |
| 29. Dezember | Félix Vallotton                       | französisch-schweizerischer Maler, Grafiker und Schriftsteller                                                  | 60    |       |
| 29. Dezember | Xu Shuzheng                           | chinesischer Warlord während der Warlord-Ära                                                                    | 45    |       |
| 30. Dezember | Rudolf Braun                          | österreichischer Komponist, Pianist und Musikpädagoge                                                           | 56    |       |
| 30. Dezember | Friedrich Carstanjen                  | deutscher Kunsthistoriker und Vertreter des Empiriokritizismus                                                  | 61    |       |
| 31. Dezember | Fritz Eckerle                         | deutscher Jurist und Schriftsteller                                                                             | 48    |       |
| 31. Dezember | Ernst Ehlers                          | deutscher Zoologe und Hochschullehrer                                                                           | 90    |       |
| 31. Dezember | Johann Baptist Eisenring              | Schweizer Jurist und katholisch-konservativer Politiker                                                         | 57    |       |
| 31. Dezember | Paul Förster                          | deutscher Publizist und Politiker, MdR                                                                          | 81    |       |
| 31. Dezember | Hans Portz                            | deutscher Theaterschauspieler                                                                                   | 62    |       |